# Троицкое (Беляевский район)
Троицкое — село в Беляевском районе Одесской области Украины, административный центр сельского совета. Расположено в долине реки Турунчук, в 19 км от районного центра. Дворов — 1858, населения — 6115 человек.

## История
На территории села обнаружены поселения античного времени (IV—III вв. до н. э.) и первых веков нашей эры.
В 19-м веке село входило в состав Граденицкой волости Одесского уезда Херсонской губернии. По состоянию на 1886 год там проживало проживало 2546 человек, насчитывалось 497 дворовых хозяйств, существовали единоверная церковь, школа, 5 скамеек. Насеелённый пункт был торговым центром, в котором раз в две недели проходили базары.
В июне 1905 года крестьяне в составленном на сельском сходе решении изложили своё требование о разделе земли, освобождении политических заключенных. В ноябре того же года был арестован крестьянин И. К. Кузьмин, выступивший на сходе с критикой царского манифеста 17 октября. Советская власть в Троицком установлена в январе 1918 года.
656 жителей Троицкого воевали на фронтах Великой Отечественной войны, 300 из них за мужество и отвагу удостоены орденов и медалей СССР. В борьбе с нацизмом погибли 356 односельчан. В их честь установлен памятный знак. В селе сооружен также памятник советским воинам, павшим в боях за Троицкое.
На территории села находится 4063 га сельскохозяйственных угодий, в том числе 3847 га пахотной земли. Поливные земли занимают 1911 га. Совхоз имеет лесопильню, мелиоративную станцию. За трудовые достижения 21 человек награждён орденами и медалями СССР. В 1966—1976 гг. в Троицком построены 80 индивидуальных жилых домов, шестнадцатиквартирный жилой дом для специалистов, общежитие на 100 человек, детсад на 120 мест. В Троицком есть средняя и восьмилетняя школы, две библиотеки с книжным фондом 12,3 тыс. экземпляров; участковая больница на 45 коек с терапевтическим, рентгеновским кабинетом и лабораторией; 8 магазинов, столовая, отделение связи, сберегательная касса.

## Председатель сельсовета
- Николай Комаров (2012)

## Известные люди
- Пыхтин, Александр Михайлович (1899 — 1959 года) — советский военачальник, генерал-майор, уроженец села.
- Сатов, Борис Григорьевич (1870 – 1944) — главный врач троицкой больницы. За спасение евреев в годы нацистской оккупации Европы, рискуя при этом собственной жизнью, Борис Сатов согласно Закону государства Израиль о Памяти Катастрофы 19 декабря 1993 года был удостоен почетного звания «Праведник народов мира»[1].